# Saint-Laurent-en-Caux
Saint-Laurent-en-Caux är en kommun i departementet Seine-Maritime i regionen Normandie i norra Frankrike. Kommunen ligger i kantonen Doudeville som tillhör arrondissementet Rouen. År 2022 hade Saint-Laurent-en-Caux 728 invånare.

## Befolkningsutveckling
Antalet invånare i kommunen Saint-Laurent-en-Caux
| Referens: INSEE |